# Nissan N-FORM
Das N-FORM System ist im Automobilbereich ein Fahrzeug-Bedienkonzept von Nissan, welches die Kommunikation zwischen Fahrer und Fahrzeug vereinfachen und verbessern soll. N-FORM verbindet die Menüführung von Radio, Navigation, Bordcomputer, Mobilfunk und der Klimaanlage/-automatik. Den Ursprung hatte das N-FORM-Konzept 2001 im Nissan Primera, später wurde es im Rahmen der Modellpflege auch nachträglich in Nissan Almera und Nissan Almera Tino als Option bzw. serienmäßig angeboten. N-FORM ist vergleichbar mit dem BMW iDrive oder MMI von Audi. Heute wird N-FORM in keinen Nissan Fahrzeugen mehr verbaut.

## Versionen

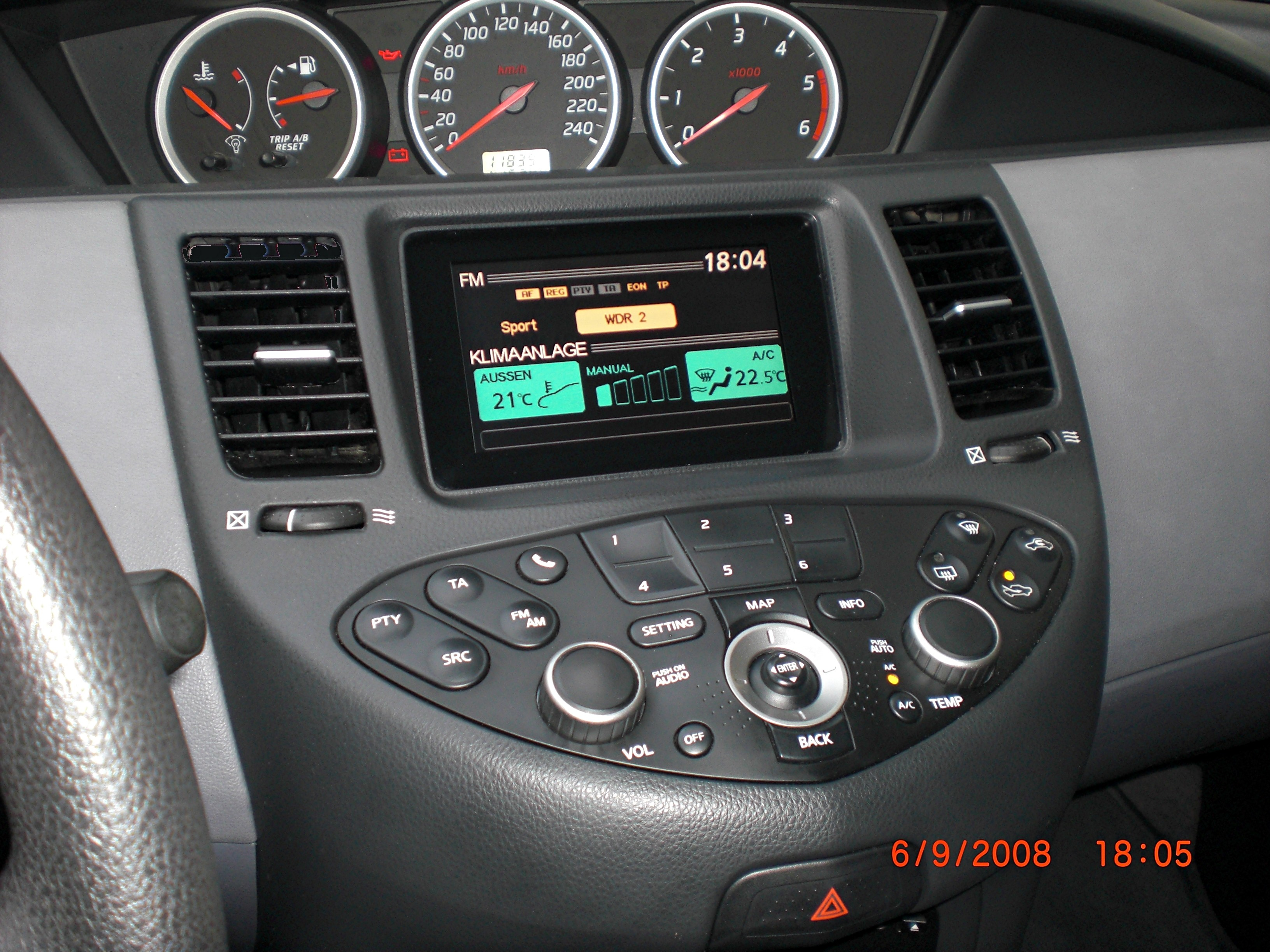
N-FORM im Primera (P12)

Angeboten wurde das N-FORM-System in zwei unterschiedlichen Varianten. Fahrzeuge ohne Rückfahrkamera wurden mit einer abgespeckten Version und kleinerem LC-Display ausgerüstet, besser ausgestattete Modelle mit Rückfahrkamera erhielten hingegen ein höherwertiges System mit 5,8 Zoll großem Farbdisplay, geringfügig geänderter Tastenbelegung und einem Joystick. Um Karten besser darstellen zu können, verfügen Fahrzeuge mit Navigationssystem über ein 7 Zoll großes Display.

## Komponenten
Grundbestandteile des N-FORM-Konzepts sind Radio, CD-Player, Bordcomputer und Klimaanlage/-automatik. Ergänzen ließ sich das System ausstattungsabhängig u. a. mit einer Rückfahrkamera, einem Navigationssystem, einer Vorrichtung für ein Mobiltelefon sowie einer Reifendruckkontrolle. In Japan ließ sich das N-FORM im Primera zudem mit einer integrierten Mautbox aufrüsten.

## Historie
Ein erster Vorläufer des Nissan-Bedienkonzept war bereits im Jahr 2000 in der Fahrzeugstudie „Fusion“ zu finden, aus welcher später die dritte Generation des Primera hervorging. Nach Deutschland kam N-FORM serienreif 2002 im damals neu aufgelegten Primera, kurze Zeit später wurde N-FORM auch bei den Modellüberarbeitungen der Baureihen Almera und Almera Tino nachgereicht. 2004 wurde das Grafiklayout im Primera grundlegend überarbeitet und aufgewertet, gleichzeitig entfiel das LC-Display im Primera völlig. In Almera und Almera Tino blieb hingegen alles unberührt. Mit dem Auslauf von Almera und Almera Tino im Jahr 2006 sowie des Primera im Jahr 2007 endete auch der Einsatz des N-FORM-Konzepts bei Nissan.

## Kritik
Wie auch bei anderen Fahrzeugbedienkonzepten erfordert die intuitive Bedienung Zeit und Eingewöhnung. Dies ist vorrangig für ältere Menschen oder Fahrer mit begrenztem Technikverständnis ein Problem, jedoch ist das N-FORM-System im Vergleich zu anderen Systemen schneller überschaubar da es vergleichsweise weniger Unterfunktionen bietet. Aus Kostengründen gehörte N-FORM in Almera und Almera Tino nicht zur Grundausstattung.